# Eyehategod
Eyehategod – amerykański zespół sludge/doom metalowy, założony w 1988 roku. Jeden z najważniejszych przedstawicieli sceny Nowego Orleanu (tzw. NOLA). Ich inspiracją byli The Melvins, The Obsessed, Black Flag i Black Sabbath. Wypracowali bardzo charakterystyczne brzmienie, opierające się na wolnym tempie, ciężkim brzmieniu, nieco bluesowych riffach i wrzeszczącym wokalu. Ich muzyka jest utożsamieniem wściekłości, zła, nienawiści oraz rozczarowania i niechęci do świata i ludzi. Zespół przyjaźni się m.in. z Anal Cunt i zagrał z wspólnie pierwszy koncert po wyjściu ze śpiączki Setha Putnama.

## Aktualny skład
- Mike Williams – wokal (od 1988)
- Jimmy Bower – gitara (od 1988)
- Brian Patton – gitara (od 1993)
- Gary Mader – gitara basowa (od 2002)

Byli członkowie
- Joey LaCaze – perkusja, instrumenty perkusyjne (1988–2013)[1]
- Steve Dale – gitara basowa (1988–1992)
- Mark Schultz – gitara basowa (1992–1995)
- Vince LeBlanc – gitara basowa (1996–1999)
- Daniel Nick – gitara basowa (2000–2002)

## Dyskografia
- Lack of Almost Everything (Demo, 1990)
- In the Name of Suffering (LP, 1992)
- Take as Needed for Pain (LP, 1993)
- 13 / Eyehategod I (Split, 1994)
- 13 / Eyehategod II (Split, 1995)
- Dopesick (LP, 1996)
- In These Black Days: vol.1 (Split, 1997)
- Southern Discomfort (Best of/kompilacja, 2000)
- Confederacy of Ruined Lives (LP, 2000)
- 10 Years of Abuse (And Still Broke) (Best of/kompilacja, 2001)
- Eyehategod / Soilent Green (Split, 2002)
- Eyehategod / Cripple Bastards (Split, 2004)
- Live in Tokyo 2002 (DVD, 2004)
- 99 Miles of Bad Road (EP, 2004)
- Preaching the End-Time Message (Best of/kompilacja, 2005)